# Bafodeya
Genre
Classification APG III (2009)
Bafodeya est un genre de plantes à fleurs de la famille des Chrysobalanaceae. Ce sont des arbres que l'on ne trouve qu'en Guinée et au Sierra Leone.

## Synonymes
- Parinari benna Scott-Elliot

## Liste d'espèces
Selon Catalogue of Life (14 juin 2012), World Checklist of Selected Plant Families (WCSP) (14 juin 2012), NCBI (14 juin 2012) et  :
- Bafodeya benna (Scott-Elliot) Prance ex F.White (1976)